# Filles des Sacrés Cœurs de Jésus et de Marie
Ne doit pas être confondu avec Filles des Sacrés Cœurs de Jésus et de Marie (Institut Ravasco).
Les filles des Sacrés Cœurs de Jésus et de Marie (en latin :  Institutum Filiarum Sacrorum Cordium Iesu et Mariae) sont une congrégation religieuse hospitalière féminine de droit pontifical.

## Historique
La congrégation est fondée par Louis Variara (1875-1923), missionnaire salésien en Colombie. Accomplissant son apostolat dans la léproserie d'Agua de Dios, il réalise qu'il y a de nombreuses vocations religieuses parmi les malades.
Sur la suggestion de son supérieur, Michel Rua, et avec l'approbation de l'archevêque de Bogotá, Mgr Bernard Herrera Restrepo, Variara fonde officiellement le 7 mai 1905 le nouvel institut, formé seulement de lépreuses ou filles de lépreuses (c'est seulement en 1962 que les premières postulantes non malades ont été admises) et consacré aux soins de santé pour les patients d'Agua de Dios et à la gestion de l'école maternelle de la léproserie. 
La congrégation est érigée canoniquement par l'archevêque Ismael Perdomo Borrero, successeur de Herrera Restrepo, le 2 octobre 1930. L'institut reçoit le décret de louange le 12 juin 1953 et il est définitivement approuvé par le Saint-Siège le 6 avril 1964. 

## Activités et diffusion
Les filles des Sacrés-Cœurs se consacrent aux soins des malades dans les hôpitaux et les léproseries.
Elles sont présentes en:
- Europe : Espagne, Italie.
- Amérique : Bolivie, Brésil, Colombie, Équateur, Mexique, Pérou, République dominicaine, Venezuela.
- Afrique : Cameroun, Guinée équatoriale.

La maison généralice est à Bogota.
En 2017, la congrégation comptait 297 sœurs dans 61 maisons.